# Angamacutiro (kommun i Mexiko)
Angamacutiro är en kommun i Mexiko.   Den ligger i delstaten Michoacán de Ocampo, i den centrala delen av landet, 280 km väster om huvudstaden Mexico City.
Följande samhällen finns i Angamacutiro:
- Angamacutiro de la Unión
- Miravalle
- La Estancia del Río
- Héroes de la Revolución
- San Diego Buenavista
- Guadalupe Norte
- Aramutaro de la Cal
- Nuevo Paraíso
- Guadalupe Sur
- La Zapotera de Tunilla